# .je
A .je Jersey internetes legfelső szintű tartomány kódja, melyet 1996-ban hoztak létre. Karbantartásáért az Island Network felel.